# 蒙绍德
蒙绍德（法語：Montchaude，法語發音：[mɔ̃ʃod]）是法国夏朗德省的一个旧市镇，位于该省西南部，属于干邑区。2016年1月1日，蒙绍德和相邻的拉梅拉克合并为新市镇蒙梅拉克（Montmérac），并成为政府驻地。

## 地理
蒙绍德（45°26'51"N, 0°12'3"W）面积14.18 平方千米，位于法国新阿基坦大区夏朗德省，该省份为法国西部内陆省份，北起德塞夫勒省和维埃纳省，东临上维埃纳省，东南至多尔多涅省，南至多爾多涅省，西接滨海夏朗德省。
与蒙绍德接壤的市镇（或旧市镇、城区）包括：拜涅-圣拉德贡德、巴伯济约-圣伊莱尔、巴雷、甘村、拉梅拉克、雷尼亚克、勒塔特尔、图韦拉克。

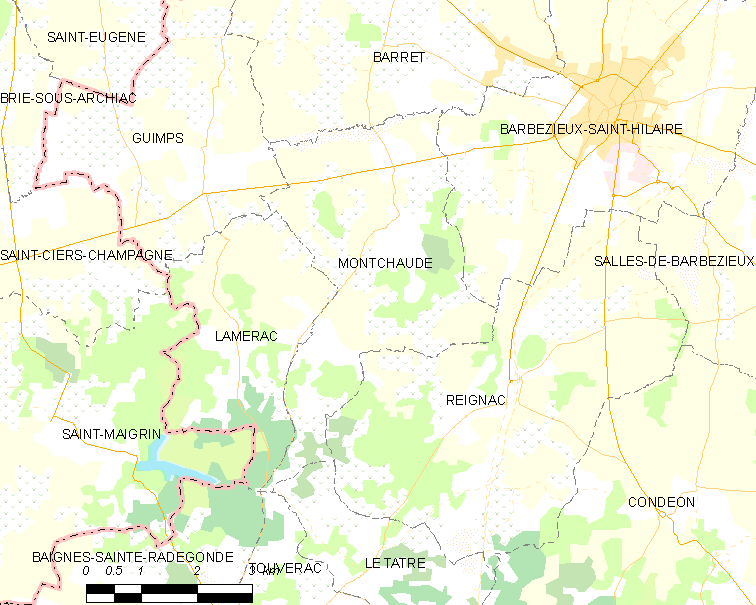
蒙绍德的OSM定位图

蒙绍德的时区为UTC+01:00、UTC+02:00（夏令时）。

## 行政
蒙绍德的邮政编码为16300，INSEE市镇编码为16224。

## 政治
蒙绍德所属的省级选区为夏朗德南县。

## 人口

1962-2008年间蒙绍德人口变化图示

蒙绍德于2018年1月1日时的人口数量为492人。